# Yokohama Mitsui Building
La Yokohama Mitsui Building est un gratte-ciel construit en 2012 à Yokohama au Japon. Il mesure 152 mètres et abrite le quartier général de la Mitsui Fudosan.